# Piermont (New Hampshire)
Piermont – miasto w Stanach Zjednoczonych, w stanie New Hampshire, w hrabstwie Grafton.